# Emily Diana Watts
Emily Diana Watts o Diana Watts o Roger Watts (1867-1968) fue una de las primeras instructoras del arte japonés del jujitsu en el mundo occidental . También fue una innovadora en el campo de la cultura física .

## Biografía
Nacida en el seno de una familia adinerada en Inglaterra durante la última era victoriana, estudió danza desde muy joven. En 1903, Watts ya había desarrollado un gran interés en el jujitsu y se unió al dojo Golden Square de Sadakazu Uyenishi y Akitaro Ono. En 1906 impartía sus propias clases a 15 niños en el Prince's Skating Club de Knightsbridge. También publicó un libro, "The Fine Art of Jujitsu",  que destaca por haber sido el primer libro en inglés que detalla los katas de judo Kodokan .[cita requerida] El libro incluía una introducción de Mary Russell, duquesa de Bedford.

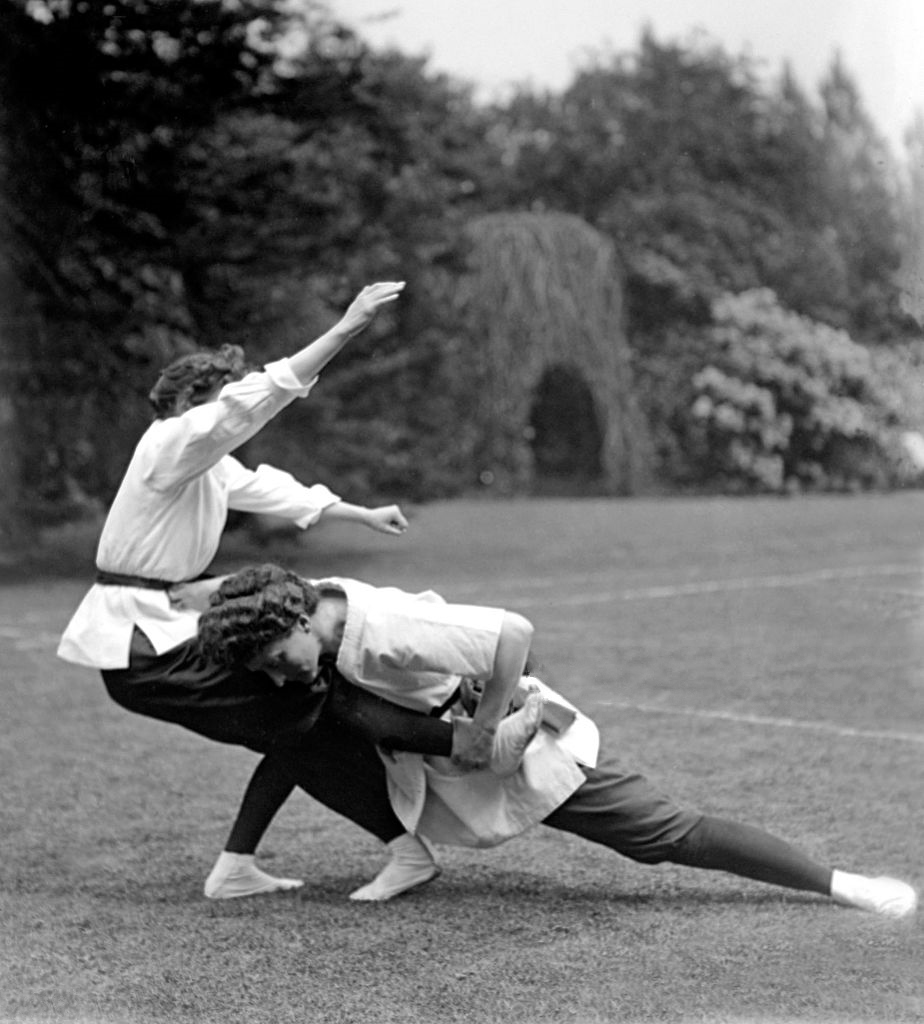
Watts (izquierda) enseña jujutsu a Mary Russell, duquesa de Bedford c. 1905

En 1914, Watts escribió otro libro, "El renacimiento del ideal griego", que presenta un sistema original de ejercicios de calistenia inspirados en las antiguas estatuas y obras de arte griegas. Firmó el libro con el nombre de "Diana Watts".  Gracias a este trabajo, fue incluida en el Institut Marey francés y en el Instituto Arqueológico de América . 
Watts pasó gran parte de las siguientes cuatro décadas recorriendo el circuito internacional de conferencias, realizando presentaciones de su sistema. En la década de 1940, había dado la vuelta al mundo cinco veces, conociendo a Mahatma Gandhi y trabando amistad con George Bernard Shaw y otros notables. 
Emily Diana Watts murió en 1968 a los 101 años.

## Obras
- The Fine Art of Jujitsu (1906) (writing as Mrs. Roger Watts)[1] Available online at https://www.scribd.com/document/58511517/The-Fine-Art-of-Jujutsu-Mrs-Emily-Watts-1906
- The Renaissance of the Greek Ideal (1914)[3]